# Рафаель Альфаро
Рафаель Альфаро (ісп. Rafael Alfaro, 4 лютого 1992) — сальвадорський плавець.
Учасник Олімпійських Ігор 2012 року.